# Félholdas félböde
A félholdas félböde (Rhyzobius litura) a katicabogárfélék családjába tartozó, Európában és Észak-Afrikában honos, levéltetvekkel táplálkozó bogárfaj.

## Megjelenése
A félholdas félböde testhossza 2,5-3 mm. Felülnézetben megnyúlt ovális, különösebb tagolás nélkül; szárnyfedői erősen domborúak. Felső felszíne finoman szőrözött. Színezete változatos: alapszíne halványnarancs vagy -barna, rajta sötét rajzolattal, de nem ritkák a rajzolat nélküli példányok sem. A szárnyfedők alsó végén U alakú mintázat lehet, amelynek szára a szárnyfedők közepén túlra is felnyúlik; fent középen (a pajzsocska környékén) háromszögletű sötét folt látható. Lábai, csápjai szájszervei halványak. Feje domború és finoman pontozott, szemei nagyok. Bunkós csápjai viszonylag hosszúak, hátrasimítva túlnyúlnak az előtor hátsó peremén. Előtora széles, hátsó peremének hegyes sarkainál a legszélesebb. Felszíne finoman pontozott, nagyjából sima. Szárnyfedői kb. harmaduknál a legszélesebbek, domborúak, felszínük finoman pontozott. 
Lárvája megnyúlt ovális alakú, hosszú, bunkós szőrökkel. Színe halványsárga, lapos szürkés szemölcsökkel. Utolsó potrohszelvénye megnyúlt és a végén csapott vagy homorú. Bábja kicsit hasonlít a lárvára: megnyúlt, halvány- vagy élénksárga, hosszú bunkós végű szőrökkel.   

### Hasonló fajok
A szalagos félböde hasonló méretű és színű, de rajzolata eltérő, teste megnyúltabb, háta kevésbé domború.

## Elterjedése
Európában, Észak-Afrikában és az atlanti szigeteken honos. Európában Portugáliától a Fekete-tengerig, a mediterrán térségtől Dél-Svédországig fordul elő. Eléggé gyakori faj. 

## Életmódja
Réteken, cserjésekben, vízparti társulásokban, néha kertekben, parkokban fordul elő. Gyakran látható csalánon, bogáncson, vízközelben nádon és sáson, vagy a virágzó bokrokon (pl. galagonyán). 
Az imágó tavasztól őszig aktív, a telet az avar, száraz fűcsomók vagy moha között vészeli át. Márciusban bújik elő, leginkább május-júniusban, majd az új nemzedéket augusztus-szeptemberben láthatjuk. Mind a bogár, mind a lárva levéltetvekkel és más apró rovarokkal táplálkozik, étrendjét virágporral és gombaspórákkal egészíti ki. A párzásra április végétől kerül sor. A májusban kikelő lárvák a növények leveleit és szárát járják zsákmányt keresve. Kb. négy heti fejlődést és három vedlést követően egy levélbe vagy szárba kapaszkodva bebábozódnak. A bábból 10-12 nappal később július-augusztusban bújnak ki az imágók. 

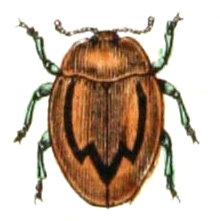
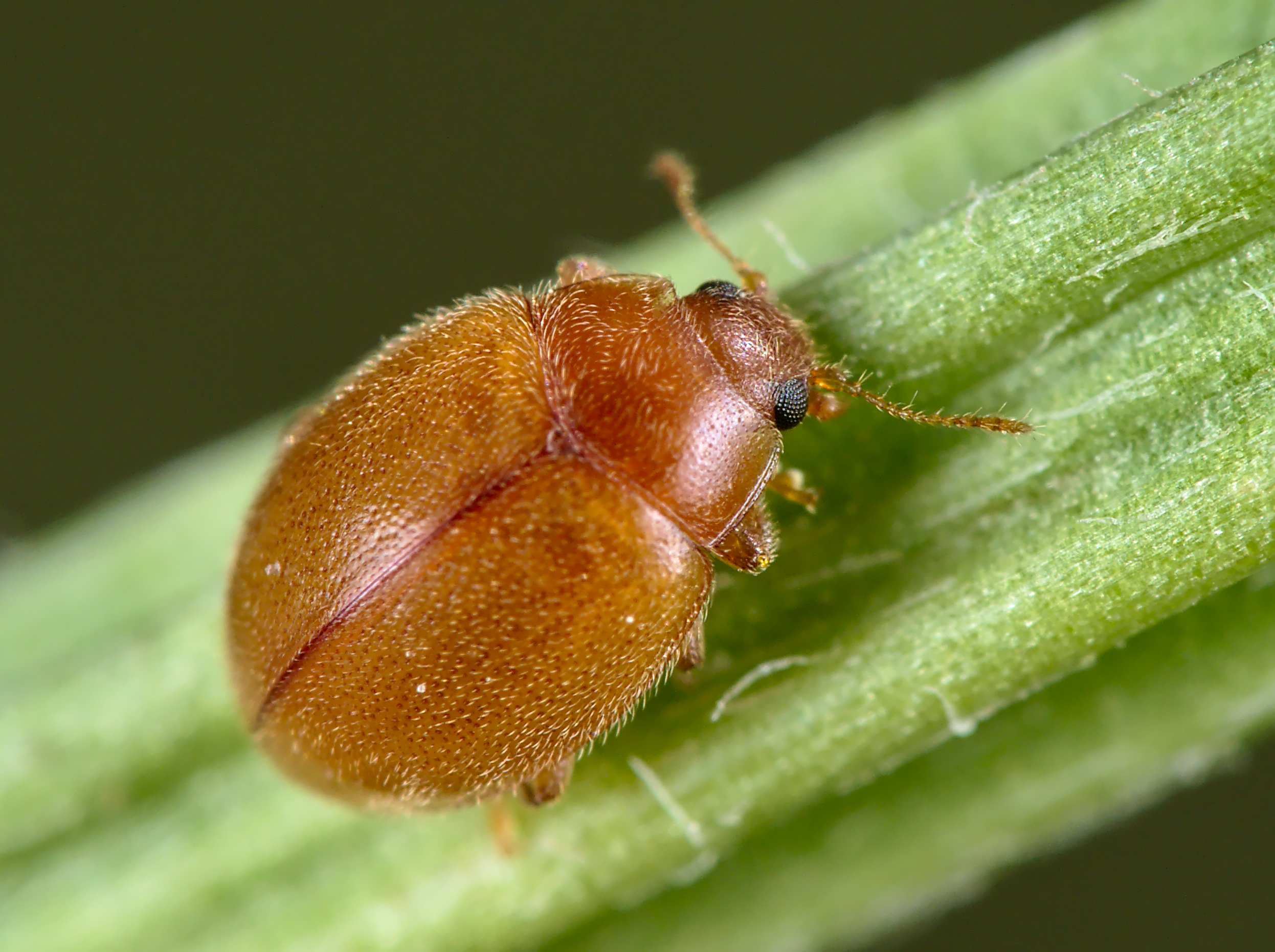
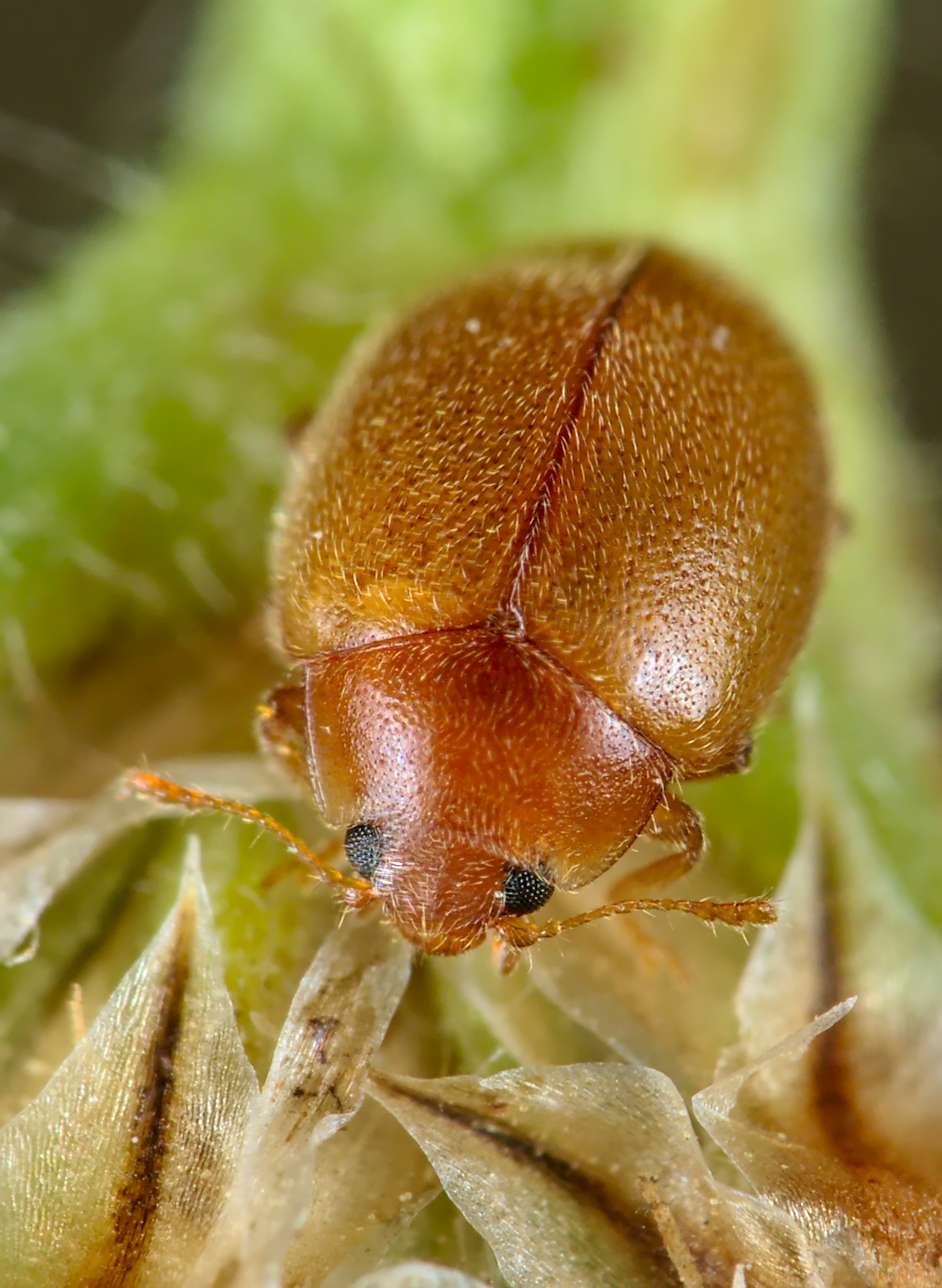
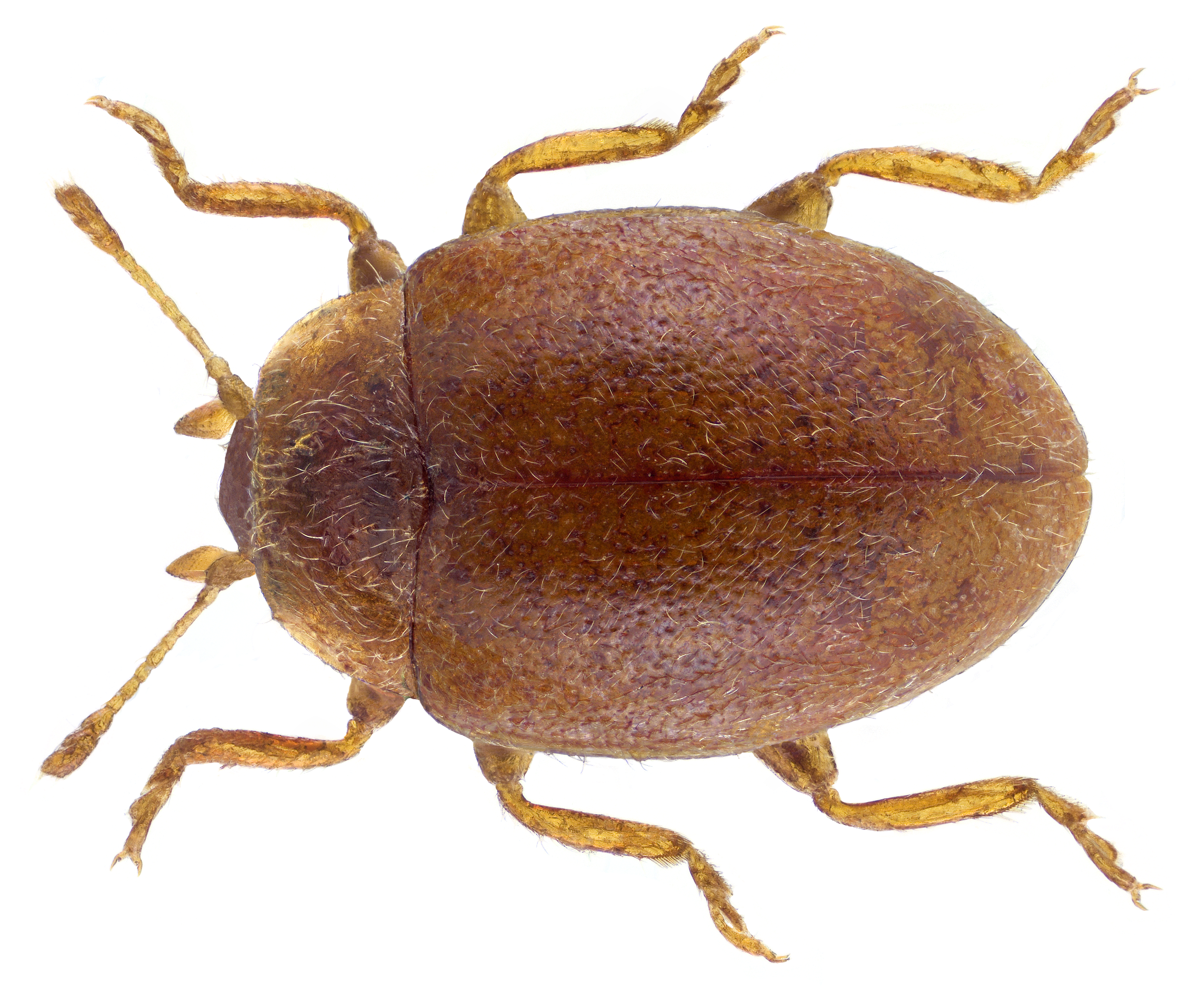
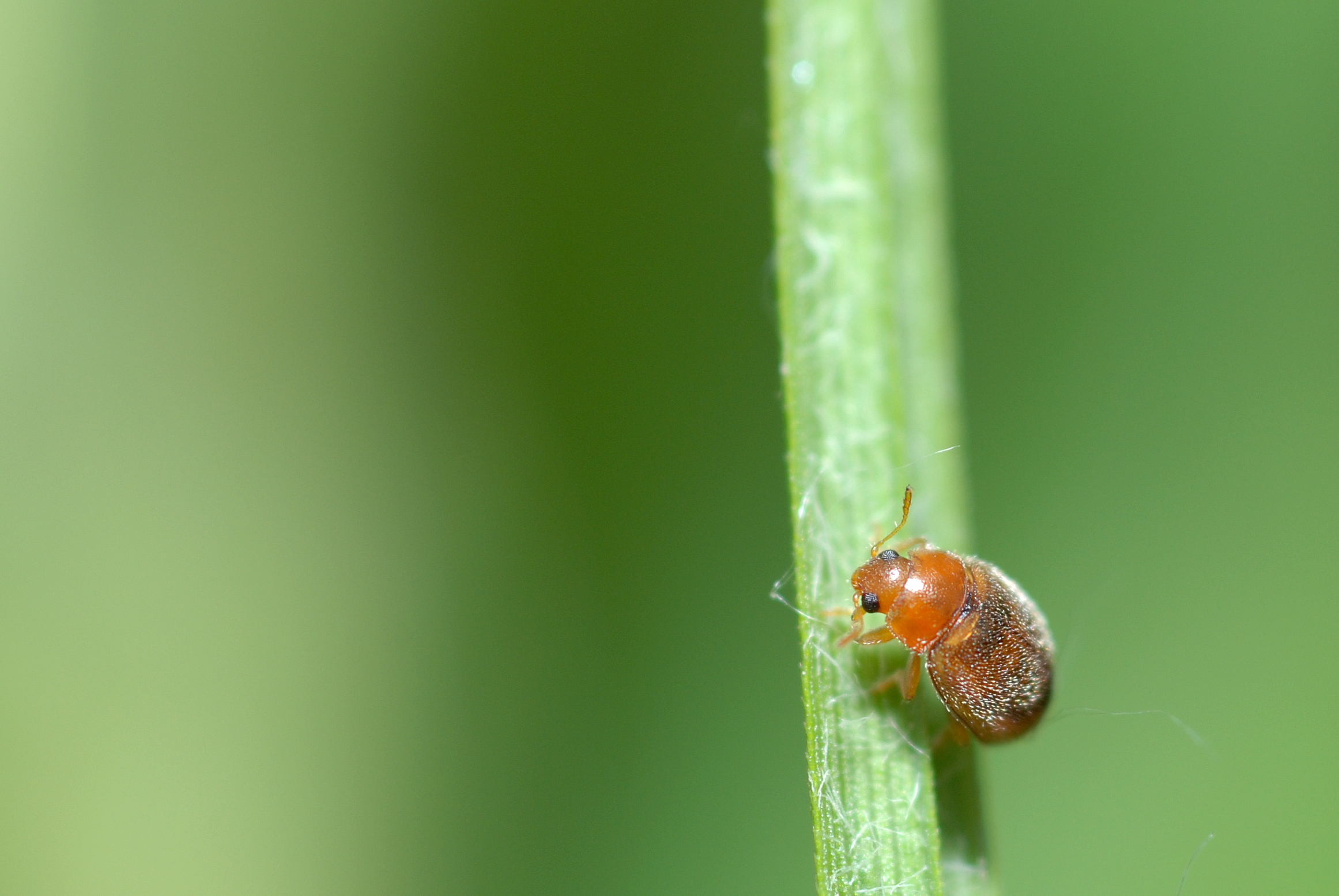

Magyarországon nem védett.